# Dalbergia peishaensis
Dalbergia peishaensis är en ärtväxtart som beskrevs av Woon Young Chun och T. Chen. Dalbergia peishaensis ingår i släktet Dalbergia, och familjen ärtväxter. IUCN kategoriserar arten globalt som starkt hotad. Inga underarter finns listade i Catalogue of Life.